# Cantabrismo

En el año 2016 el Parlamento de Cantabria reconoció al lábaro cántabro como «símbolo identitario del pueblo cántabro y los valores que representa», sin sustituir a la bandera oficial de Cantabria

Bandera de Cantabria

Bandera de ADIC, con los colores verde, gris y azul representando los valles, las montañas y la mar de Cantabria

El cantabrismo es una corriente de pensamiento que reivindica el reconocimiento de las particularidades culturales, históricas y políticas de Cantabria. El cantabrismo actual se ha ido gestando desde la supresión del Antiguo Régimen, abarcando desde un cantabrismo puramente cultural (básicamente el del siglo XIX, aunque también en el siglo XX) hasta un cantabrismo de corte político, bien sea regionalista o nacionalista. Así, lo que se denomina cantabrismo abarca colectivos tan dispares como los escritores y pensadores montañeses del siglo XIX.
Está o ha estado representado de diferentes maneras por formaciones políticas y civiles como el PRC (Partido Regionalista de Cantabria), ADIC (Asociación para la Defensa de los Intereses de Cantabria), Cantabristas y CNSV (Cantabria No Se Vende) en la actualidad, o la  ANAC (Agrupación Nacionalista de Cantabria),  el PNC (Partido Nacionalista Cántabro) y el CNC (Conceju Nacionaliegu Cántabru) en décadas anteriores.

## Historia
Los orígenes del cantabrismo se remontan al siglo XIX. Denominado cantabrismo decimonónico, fue básicamente de corte cultural, centrándose en la recuperación de unos valores y tradiciones que iban desde lo popular a lo histórico; algunas de sus principales figuras fueron Amós de Escalante o José María de Pereda.
Recién en las primeras décadas del siglo XX se dan los primeros pasos para desarrollar el cantabrismo por toda el territorio. Estos intentos, como el del clérigo e historiador Mateo Escagedo Salmón que intentaba recuperar las behetrías y concejos como instituciones cántabras, lo mismo que las Juntas de Puente San Miguel; o el de Maximiano García Venero, tratando de formar el Partido Provincialista en 1927, se enfrentaron con la burguesía santanderina, estrechamente vinculada a Castilla. La provincia de Santander había sido castellana desde su mismo nacimiento, y la misma Cantabria fue parte fundamental en el nacimiento de Castilla. Adicionalmente, las relaciones económicas entre el puerto santanderino y la Meseta eran muy importantes (véase el Camino de las Harinas).  En lo económico tampoco salieron adelante anhelos como el concierto económico planteado por la propia Diputación Provincial y rechazado por el gobierno español en los años 20.
Conforme avanzan los años, y tras el parón político provocado por la dictadura de Primo de Rivera, el cantabrismo se va normalizando como parte del juego político; así el 11 de julio de 1930 el periódico La Región publica la formación del Comité de Izquierda Monárquica con el objetivo de crear una agrupación de extrema izquierda monárquica, de ideología demócrata, izquierdista y regionalista. Apenas unos meses más tarde, el 5 de septiembre, El Diario Montañés anuncia la unión de mauristas y liberales-conservadores en el nuevo Partido Conservador Monárquico, de ideología monarquista y regionalista.
Con el advenimiento de la república el cantabrismo cobró nuevos auges. La mayor contribución del cantabrismo de la época republicana fue el Proyecto de Estatuto Regional del Estado Cántabro-Castellano del Partido Republicano de Izquierda Federal de Santander (representante del cantabrismo laico) en 1936 y que promulgaba una amplia autonomía dentro de la República Federal Española para Cantabria (entonces provincia de Santander) y para los territorios de provincias vecinas que, teniendo vínculos históricos con Cantabria, decidiesen mediante plebiscito incorporarse a la nueva autonomía. Dicha propuesta de estatuto propugnaba la creación de un cuerpo de policía cántabro y, en la práctica, dejaba a la república tan sólo la competencia en materia de defensa.
La dictadura franquista truncó todos los proyectos de la república, anulando las autonomías, cayendo el Cantabrismo en una profunda decadencia. Recién en los años años 70, resurge el cantabrismo en la forma de la lucha por una autonomía independiente de la de Castilla. Para lograr este objetivo se crearon diferentes asociaciones y grupos políticos, como la Asociación para la Defensa de los Intereses de Cantabria (ADIC), la Asociación Cantabria Unida (UC) y posteriormente un partido político surgido de ADIC, el Partido Regionalista de Cantabria (PRC). Su principal y mayor objetivo, la autonomía, se logró en 1981.
En los años 80 el cantabrismo político estuvo representado por ANAC (Agrupación Nacionalista Cántabra, 1982-83, de Rafael de la Sierra), el Partido Nacionalista Cántabro (de Esteban Solana Lavín; inscrito en el Ministerio del Interior desde 1988), así como por ADIC; y posteriormente por diversas asociaciones culturales, juveniles o sindicales (Aición pol Cántabru, Regüelta, Intersindical Cántabra, Abora...). Los partidos políticos sólo han conseguido representación en el Parlamento de Cantabria en 1988, cuando Esteban Solana pasó del PRC al Grupo Mixto tras crear el Partido Nacionalista Cántabro; además, otros partidos han obtenido concejales en diferentes ayuntamientos.
En noviembre de 2018 se anunció la presentación del partido político Cantabristas, formado por personas provenientes de diferentes organizaciones del ámbito del cantabrismo, como ADIC, el Conceju Nacionaliegu Cántabru o Regüelta. En las Elecciones al Parlamento de Cantabria de 2019, Cantabristas obtuvo 1573 votos, un 0,48 % del voto de los cántabros, por detrás de Podemos, Izquierda Unida o PACMA, sin lograr representación en el Parlamento de Cantabria.

## Partidos políticos

### Conceju Nacionaliegu Cántabru
El Conceju Nacionaliegu Cántabru (también llamado simplemente Conceju o CNC; en castellano, «Concejo Nacionalista Cántabro») fue un partido político de ideología nacionalista y de izquierdas que surge en Cantabria en 1995, año desde el cual se le ha considerado el representante del nacionalismo cántabro.
 Sin embargo no obtuvo ningún tipo de representación política, y se ha considerado que formaba parte de un nacionalismo residual.
El Conceju Nacionaliegu Cántabru surgió en 1995 como canalización de movimientos con reivindicaciones cantabristas que se habían desarrollado en épocas anteriores. Su legalización como partido político se llevó a cabo el 30 de mayo de 1997, mientras que el primer Congreso Nacional se celebró el 26 de septiembre de 1997. El CNC se definía como «una organización de carácter sociopolítico nacionalista, que como tal busca la plena soberanía política del pueblo con el que se identifica, encaminado siempre bajo los principios de la izquierda ». También afirmaba su carácter ecologista y reclamaba el «reconocimiento por parte de las instituciones de los Gobiernos español y cántabro de la lengua cántabra y la toma de medidas que garanticen su protección, enseñanza y uso en la vida cotidiana del país».
Desde su fundación y hasta las elecciones autonómicas de 2007 se presentó a todos los comicios celebrados, sin obtener representación en ninguna de las elecciones, incluidas las elecciones europeas de 2004 a las que acudió en coalición con otros partidos con la denominación Conceju-Europa de los Pueblos. Tras las elecciones autonómicas y municipales de 2007, en las que sus resultados siguieron siendo testimoniales, la organización entró en crisis. Llevó a cabo un congreso extraordinario el 26 de enero del 2008 donde se decidió no presentarse a las generales de dicho año.
Este partido ha promovido el reconocimiento del lábaro cántabro, al que consideran la bandera bimilenaria de Cantabria, como enseña oficial de Cantabria. Esta iniciativa recibió en 2006 el apoyo del pleno del Ayuntamiento de Comillas, lo que dio lugar a la primera aparición de este estandarte en un edificio público.
Además también pidió la creación de una radiotelevisión autonómica, y desde 2006 la creación de la Junta de los Valles y el desarrollo de la Ley de Comarcas de Cantabria, recogida en el Estatuto de Autonomía y no desarrollada hasta el momento.
En cuanto a la cuestión territorial, el Conceju no realizó reclamaciones territoriales fuera de Cantabria, aunque sí ha aceptado la posibilidad de la libre adhesión de territorios históricos cántabros a la comunidad autónoma. Se ha destacado «su influencia y presión» —desde su nula representación política— junto a la del Movimiento Nacionalista Cántabro, en contra de la unión de Cantabria en una hipotética región castellana. Aparte del uso del lábaro, el CNC utilizaba como símbolo un roble con una estela solar cántabra y una estrella roja (representación de la izquierda), rodeados por el nombre y las siglas del partido en color púrpura. Desde 2018, el partido político Cantabristas mantiene en cierta manera la herencia del extinto Conceju.
Resultados electorales
| Año  | Elecciones                | Candidato       | Votos | % de votos en Cantabria | Escaños | Posición |
| ---- | ------------------------- | --------------- | ----- | ----------------------- | ------- | -------- |
| 1999 | Parlamento de Cantabria   | -               | 1179  | 0,37 %                  | 0       | 7.º      |
| 2000 | Congreso de los Diputados | -               | 2103  | 0,63 %                  | 0       | 4.º      |
| 2003 | Parlamento de Cantabria   | -               | 1670  | 0,48 %                  | 0       | 6.º      |
| 2004 | Congreso de los Diputados | -               | 1431  | 0,39 %                  | 0       | 4.º      |
| 2004 | Parlamento Europeo        | Bernat Joan     | 555   | 0,23 %                  | 0       | 6.º      |
| 2007 | Parlamento de Cantabria   | Gonzalo Barredo | 1245  | 0,36 %                  | 0       | 5.º      |